# Giro di Romagna 1978
Il Giro di Romagna 1978, cinquantatreesima edizione della corsa, si svolse il 17 agosto 1978 su un percorso di 240 km. La vittoria fu appannaggio dell'italiano Valerio Lualdi, che completò il percorso in 6h04'00", precedendo l'australiano Clyde Sefton e il connazionale Roberto Visentini.

## Ordine d'arrivo (Top 10)
| Pos. | Corridore          | Squadra                    | Tempo    |
| ---- | ------------------ | -------------------------- | -------- |
| 1    | Valerio Lualdi     | Bianchi-Faema              | 6h04'00" |
| 2    | Clyde Sefton       | Fiorella Mocassini-Citroën | s.t.     |
| 3    | Roberto Visentini  | Vibor                      | a 6"     |
| 4    | Bernt Johansson    | Fiorella Mocassini-Citroën | a 11"    |
| 5    | Claudio Bortolotto | Sanson-Campagnolo          | s.t.     |
| 6    | Walter Riccomi     | Scic-Bottecchia            | a 13"    |
| 7    | Pierino Gavazzi    | Zonca-Santini              | a 34"    |
| 8    | Francesco Moser    | Sanson-Campagnolo          | s.t.     |
| 9    | Franco Bitossi     | Gis Gelati                 | s.t.     |
| 10   | Alfredo Chinetti   | Selle Royal-Inoxpran       | s.t.     |